# Rosières-près-Troyes
Rosières-près-Troyes és un municipi francès situat al departament de l'Aube i a la regió del Gran Est. L'any 2007 tenia 3.023 habitants.

## Demografia

### Població
El 2007 la població de fet de Rosières-près-Troyes era de 3.023 persones. Hi havia 1.399 famílies de les quals 668 eren unipersonals (434 homes vivint sols i 234 dones vivint soles), 336 parelles sense fills, 347 parelles amb fills i 48 famílies monoparentals amb fills.
La població ha evolucionat segons el següent gràfic:
Habitants censats

### Habitatges
El 2007 hi havia 1.460 habitatges, 1.428 eren l'habitatge principal de la família, 6 eren segones residències i 26 estaven desocupats. 904 eren cases i 373 eren apartaments. Dels 1.428 habitatges principals, 637 estaven ocupats pels seus propietaris, 594 estaven llogats i ocupats pels llogaters i 198 estaven cedits a títol gratuït; 422 tenien una cambra, 56 en tenien dues, 124 en tenien tres, 292 en tenien quatre i 534 en tenien cinc o més. 922 habitatges disposaven pel capbaix d'una plaça de pàrquing. A 593 habitatges hi havia un automòbil i a 502 n'hi havia dos o més.

### Piràmide de població
La piràmide de població per edats i sexe el 2009 era:
| Homes | Edats   | Dones |
| ----- | ------- | ----- |
| 0     | 95 o +  | 0     |
| 0     | 90 a 94 | 1     |
| 7     | 85 a 89 | 8     |
| 2     | 80 a 84 | 8     |
| 16    | 75 a 79 | 16    |
| 37    | 70 a 74 | 29    |
| 60    | 65 a 69 | 46    |
| 69    | 60 a 64 | 65    |
| 61    | 55 a 59 | 62    |
| 124   | 50 a 54 | 139   |
| 116   | 45 a 49 | 85    |
| 96    | 40 a 44 | 81    |
| 126   | 35 a 39 | 129   |
| 64    | 30 a 34 | 72    |
| 107   | 25 a 29 | 95    |
| 125   | 20 a 24 | 77    |
| 142   | 15 a 19 | 92    |
| 62    | 10 a 14 | 134   |
| 93    | 5 a 9   | 70    |
| 73    | 0 a 4   | 69    |

## Economia
El 2007 la població en edat de treballar era de 2.300 persones, 1.284 eren actives i 1.016 eren inactives. De les 1.284 persones actives 1.219 estaven ocupades (698 homes i 521 dones) i 65 estaven aturades (28 homes i 37 dones). De les 1.016 persones inactives 169 estaven jubilades, 749 estaven estudiant i 98 estaven classificades com a «altres inactius».

### Ingressos
El 2009 a Rosières-près-Troyes hi havia 1.046 unitats fiscals que integraven 2.720,5 persones, la mediana anual d'ingressos fiscals per persona era de 20.602 €.

### Activitats econòmiques
Dels 174 establiments que hi havia el 2007, 3 eren d'empreses extractives, 1 d'una empresa alimentària, 3 d'empreses de fabricació de material elèctric, 14 d'empreses de fabricació d'altres productes industrials, 17 d'empreses de construcció, 33 d'empreses de comerç i reparació d'automòbils, 10 d'empreses de transport, 6 d'empreses d'hostatgeria i restauració, 22 d'empreses d'informació i comunicació, 14 d'empreses financeres, 6 d'empreses immobiliàries, 30 d'empreses de serveis, 6 d'entitats de l'administració pública i 9 d'empreses classificades com a «altres activitats de serveis».
Dels 41 establiments de servei als particulars que hi havia el 2009, 1 era una oficina de correu, 1 una oficina bancària, 10 tallers de reparació d'automòbils i de material agrícola, 2 tallers d'inspecció tècnica de vehicles, 2 paletes, 2 guixaires pintors, 1 fusteria, 7 lampisteries, 3 empreses de construcció, 3 perruqueries, 6 restaurants, 2 tintoreries i 1 saló de bellesa.
Dels 7 establiments comercials que hi havia el 2009, 1 era un hipermercat, 1 una botiga de menys de 120 m², 1 una fleca, 1 una carnisseria, 1 una llibreria, 1 una perfumeria i 1 una joieria.
L'any 2000 a Rosières-près-Troyes hi havia 10 explotacions agrícoles.

## Equipaments sanitaris i escolars
L'únic equipament sanitari que hi havia el 2009 era una farmàcia.
El 2009 hi havia 1 escola maternal i 1 escola elemental.

## Poblacions més properes
El següent diagrama mostra les poblacions més properes.